# Автоволновой ревербератор
Ревербератор (autowave reverberator) — автоволновой вихрь в двумерной активной среде.
Ревербератор возникает в результате эволюции обрыва фронта плоской автоволны. Обрыв фронта автоволны может появляться, например, при столкновении фронта с невозбудимым препятствием — и в этом случае в зависимости от условий возможно возникновение либо спиральной волны, вращающейся вокруг этого препятствия, либо же автоволнового вихря со свободным концом, т.е. ревербератора.

## Введение
Ревербератор оказался одним из первых обнаруженных исследователями автоволновых решений, и потому он на сегодняшний день является наиболее хорошо изученным автоволновым объектом.
Вплоть до конца 20-го века термин «автоволновой ревербератор» достаточно активно и широко использовался в научной литературе, написанной советскими авторами (см. напр.), — и поскольку такая литература весьма часто переиздавалась затем в переводе на английский язык (см. напр.), термин «autowave reverberator» стал известен и в англоговорящих странах.
Ревербератор часто путают с другим, похожим на него, состоянием активной среды — со спиральной волной. Действительно, при поверхностном взгляде эти два автоволновых решения выглядят практически идентичными. Причём, ситуация ещё более запутывается тем обстоятельством, что спиральная волна может при некоторых условиях превращаться в ревербератор, а ревербератор, — наоборот, в спиральную волну!
Однако следует помнить о том, что ещё в 1970-х годах свойства вращающихся автоволн были достаточно тщательно изучены, и тогда же были выявлены существенные различия в их свойствах. К сожалению, все сведения тех лет так и остаются в настоящее время разрозненными в разных публикациях 1970-1990гг., ставших уже малоизвестными даже для новых поколений исследователей, не говоря уже о людях, далёких от этой научной тематики. Пожалуй, до сих пор единственной книгой, в которой более-менее сведены вместе в реферативной форме основные сведения об автоволнах, известные к моменту выхода её в свет, является «Сборник научных трудов „Автоволновые процессы в системах с диффузией“» 1981 года выпуска — теперь уже редкое библиографическое издание; в 2009г. его содержание частично было изложено в другой книге.
Ниже все различия между ревербератором и спиральной волной будут рассмотрены подробнее. Но для начала полезным будет эти различия продемонстрировать при помощи одной простой аналогии. Всем хорошо известны времена года... Зима при некоторых условиях может превращаться в лето, а лето — наоборот, в зиму; и более того, эти чудесные превращения  происходят достаточно регулярно! И тем не менее, хотя зима и лето похожи друг на друга регулярной сменой дня и ночи, никому ведь не приходит на ум утверждать, что зима и лето - это одно и то же, не так ли? Примерно так же обстоят дела и с ревербератором и спиральной волной - поэтому и путать их не следует.
Полезно также иметь в виду, что кроме вращающихся волн теперь известно довольно большое число иных автоволновых решений, и с каждым годом их количество непрерывно увеличивается с нарастающей скоростью. По этим причинам (или в результате этих событий) обнаружилось, что многие выводы о свойствах автоволн, известные широкому кругу читателей из ранних научных работ на эту тему, широко обсуждавшихся в СМИ того времени, увы, оказались ошибочными поспешными обобщениями.

## Основные сведения

### «Историческое» определение
Важным отличием ревербератора от близкой к нему по форме спиральной волны, вращающейся  вокруг отверстия, является то, что ревербератор не привязан к какой-либо структуре в среде. Благодаря этому свойству ревербераторы могут возникать и исчезать в разных местах среды.(стр.20), 1981

### К вопросу о терминологии
Отметим здесь же некоторые тонкости установившейся терминологии. Разные авторы называют вращающиеся в двумерной среде автоволны спиральными волнами (spiral wave), ревербераторами, роторами (rotor), автоволновыми вихрями (vortex) или даже свитками (scroll wave). Однако следует учитывать, что всё же эти термины не являются полными синонимами. Вкратце различия между ними следующие. 

Термином «спиральная волна» обозначают обычно лишь  автоволны, вращающиеся вокруг невозбудимого препятствия в среде достаточно большой протяженности, то есть в данном случае такой протяженности, в которой препятствие является малым по сравнению с размером среды, однако достаточно большим, чтобы обеспечивать разрыв автоволны. В спиральной волне её кончик движется по границе невозбудимого препятствия. 

Важнейшим отличием ревербератора от близкой к нему по форме спиральной волны, вращающейся вокруг отверстия, является то, что ревербератор не привязан к какой-либо структуре в среде. Благодаря этому свойству ревербераторы могут возникать в разных местах среды, причем не только при отсутствии невозбудимых препятствия, но и вообще в полностью однородной среде (при подходящих начальных условиях). В англоязычной литературе наиболее близким по смыслу является термин «ротор». Однако в  своем изложении мы будем предпочтение отдавать термину ревербератор: хотя оно в настоящее время менее используется, чем термин «ротор», однако имеет два преимущества, одновременно являясь и достаточно коротким, и не занятым другими значениями (в то время как ротором, например, принято уже называть движущуюся часть электромотора, и, кроме того, этот термин широко используется в математической теории поля). Недостатком термина «ревербератор» является отсутствие его англоязычного эквивалента. Исторически так сложилось, что термин «ревербератор» был введен советскими биофизиками во второй половине 20-го века, когда советская биофизика лидировала в исследовании автоволновых явлений. Однако, как это часто бывало в советской истории, советская (а затем российская) наука утратила первенство и на этом поле исследований, а термин  "ревербератор" так и не успел прижиться в англоязычной литературе. Чтобы устранить путаницу в использовании терминов "спиральная волна" и "ревербератор", A. Winfree в одной из своих классических работ предложил термин «ротор», который так и не прижился (вероятно, по указанным чуть выше причинам). 

Что же до терминов «автоволновой вихрь», то с некоторыми натяжками (особенно легкими для математиков) можно утверждать, что ревербератор — это двумерный вихрь (и это с точки зрения математики абсолютно верно). Для естественных наук, каковыми являются и биофизика, и современная медицина, двумерных объектов не существует в реальном мире, и поэтому о двумерных объектах в этих науках говорят лишь очень условно, подразумевая при этом лишь то, что в контексте обсуждаемых вопросов толщина среды не сказывается на поведении рассматриваемого или изучаемого явления. 

Забегая вперед, скажем, что свитком (простым свитком) называют такой трехмерный вихрь,  который в каждый момент времени в сечении, перпендикулярном своей оси вращения, являет собой идентичные ревербераторы, и поэтому его поведение в каждом из сечений практически тождественно поведению ревербератора. Но это происходит лишь в очень ограниченных условиях, а в остальных случаях простой свиток трансформируется в более сложные объекты. Поэтому в данном случае подмена терминов «свиток» и «ревербератор» является совершенно неуместной, и термин «свиток», по мнению авторов, уместно использовать лишь при описании автоволн, вращающихся в трехмерных средах, — то есть в тех случаях, когда нельзя пренебречь эффектами, обусловленными толщиной рассматриваемой среды. 

В свете этих терминологических замечаний мы в дальнейшем изложении, говоря вообще о вращающихся в двумерной среде  автоволнах, будем использовать сокращение 2D-автовихрь (двумерный автоволновой вихрь), а в частных случаях описания поведения 2D-автовихря мы будем использовать соответствующий уточняющий термин: например, «спиральная волна» или «ревербератор».Ю.Е. Елькин, А.В. Москаленко, 2009 

## Поведение ревербератора

### "Классические" режимы
Различные автоволновые режимы, такие как распространяющиеся плоские волны или спиральные волны, могут существовать в активной среде не всегда, а лишь при определенных условиях на параметры этой среды. Винфри построил (путём численного эксперимента) диаграмму в пространстве параметров (ε, β) кубичной модели ФитцХью-Нагумо при δ = 0, γ = 1/2. На полученной им диаграмме представлены линия ∂P, ограничивающая область параметров, при которых в одномерной среде могут распространяться импульсы, а в двумерной — плоские автоволны; граница роторов ∂R, ограничивающая область параметров, при которых в среде существуют спиральные волны, осуществляющие равномерное круговое вращение вокруг неподвижных ядер; границы меандра ∂M и гипермеандра ∂C, ограничивающие области параметров, при которых могут существовать двухпериодные и более сложные режимы (возможно, хаотические). Вращающиаеся автоволны с большим ядром существуют в средах с параметрами близкими к границе ∂R.
Аналогичные автоволновые режимы были получены также и для других моделей — Билера-Рейтера, модели Баркли, Алиева-Панфилова, Фентона-Кармы и др.
Было также доказано, что эти простейшие автоволновые режимы должны быть свойственны всем активным средам, поскольку систему дифференциальных уравнений любой сложности, описывающую ту или иную активную среду, можно упростить до двух уравнений.
В простейшем случае отсутствия дрейфа (то есть в режиме круговой циркуляции), кончик ревербератора вращается вокруг фиксированной точки по окружности определенного радиуса (круговое движение кончика ревербератора). Внутрь круга, ограниченного этой окружностью, автоволна не проникает. По мере приближения к центру вращения ревербератора амплитуда импульса возбуждения уменьшается, и при достаточно низкой возбудимости среды (напомним, что речь идет об однородной среде, в каждой точке которой её свойства одинаковы) в центре ревербератора возникает область конечных размеров, где амплитуда импульса возбуждения равна нулю. Эту область пониженной амплитуды в центре ревербератора обычно называют ядром ревербератора. Наличие такой области в центре ревербератора на первый взгляд кажется совершенно непонятным, так как она все время граничит с возбужденными участками. Детальное исследование  этого феномена показало, что покоящаяся область в центре ревербератора сохраняет свою нормальную возбудимость, а наличие покоящейся области в центре ревербератора связано с явлением критической кривизны. В случае "бесконечной" однородной среды, радиус ядра и скорость вращения спирали определяются только свойствами самой среды, а не начальными условиями. Форма фронта спиральной волны вдали от центра вращения близка к эвольвенте окружности — границы её ядра. Размер ядра ревербератора обусловлен тем, что циркулирующая по замкнутому пути волна возбуждения должна целиком уместиться на этом пути, не натолкнувшись на собственный рефрактерный хвост.
Под критическим размером ревербератора понимают минимальный размер среды, в которой ревербератор может существовать бесконечно долго в условиях однородной среды. Для оценки критического размера ревербератора иногда используется размер его ядра, в предположении, что прилегающей к ядру области среды должно быть достаточно для существования устойчивого ре-ентри. Однако при количественном исследовании зависимости поведения ревербератора от проводимости быстрого трансмембранного тока (характеризующего возбудимость среды) было обнаружено, что критический размер ревербератора и размер ядра ревербератора — разные его характеристики, и критический размер ревербератора во многих случаях оказывается  намного больше размера его ядра (т.е. ревербератор погибает даже в том случае, когда его ядро легко умещается в границах среды и его дрейф отсутствует).

### Режимы вынужденного дрейфа
При меандре и гипермеандре смещение центра вращения автоволны (её дрейф) происходит под воздействием сил, порождаемых самой же вращающейся автоволной.
Однако в результате научного изучения вращающихся автоволн был выявлен также и целый ряд внешних условий, вынуждающих ревербератор дрейфовать. Например, неоднородность активной среду по какому-либо параметру. Пожалуй, наиболее полно разные виды дрейфа в настоящее время представлены в работах В.Н. Бикташева, хотя существуют и другие авторы,  которые тоже занимаются исследование дрейфа автоволнового ревербератора.
В частности, В.Н. Бикташев предлагает различать следующие виды дрейфа ревербератора в активной среде:
1. Резонансный дрейф (Resonant drift).
2. Дрейф, индуцированный неоднородностью среды по какому-либо параметру (Inhomogeneity induced drift).
3. Дрейф, индуцированный анизотропией среды (Anisotropy induced drift).
4. Дрейф  при взаимодействии с границами (Boundary induced drift) — см. также[B: 3].
5. Дрейф в результате взаимодействия вращающихся волн (Interaction of spirals).
6. Дрейф, индуцированный высокой частотой внешнего воздействия (High frequency induced drift).

Отметим, что даже по такому простому вопросу, что следует называть дрейфом автоволны, а что не следует, среди исследователей до сих пор нет согласия. Некоторые исследователи (в основном математики; например, В.Н. Бикташев) склонны  в качестве дрейфа ревербератора рассматривать только лишь те его смещения, что происходят под воздействием внешних событий (и такая точка зрения обусловлена именно самой особенностью математического подхода к изучению автоволн). Другая же часть исследователей не находит существенных различий между спонтанным смещением ревербератора в результате событий, порождаемых им же самим, и его смещением в результате внешних воздействий, — и потому эти исследователи склонны считать меандр и гипермеандр также являются вариантами дрейфа, а именно спонтанным дрейфом ревербератора.  Например, оба термина (и спонтанный и вынужденный дрейф ревербератора) использованы в одной из ранних классических работ. В литературе дискуссии по этому терминологическому вопросу ещё не было, но в научных публикациях можно легко обнаружить эти особенности описания разными авторами одних и тех же явлений.

### Автоволновой серпантин
При исследовании ревербератора в модели Алиева-Панфилова было обнаружено явление бифуркационной памяти, при котором ревербератор спонтанно  изменяет своё поведение с меандра на равномерное круговое вращение; этому режиму было присвоено название серпантин (lacet).
Говоря кратко, при автоволновом серпантине происходит спонтанное замедление скорости дрейфа ревербератора под воздействием сил, порождаемых им самим, — и в результате скорость дрейфа постепенно снижается до нуля, то есть до полного прекращения дрейфа, и режим меандра таким образом вырождается в простое равномерное круговое вращение. Как уже было сказано, этот необычный процесс связан с феноменом бифуркационной памяти.
Когда был обнаружен автоволновой серпантин, то в первую очередь встал вопрос: а существует ли вообще меандр, или же остановку дрейфа ревербератора можно было бы при достаточно длительном наблюдении увидеть во всех тех случаях, которые принято называть меандром? Сравнительный количественный анализ скорости дрейфа ревербератора в режимах меандра и  серпантина позволил выявить четкое различие этих двух типов эволюции ревербератора: в то время как при меандре скорость дрейфа достаточно быстро выходит на стационарное значение, при серпантине наблюдается постоянное снижение скорости дрейфа вихря, в котором можно четко выделить фазу медленного торможения и фазу быстрого торможения.
Обнаружение автоволнового серпантина может оказаться важным для кардиологии. Известно, что ревербераторы демонстрируют удивительную стабильность своих свойств, они ведут себя «по собственному усмотрению», и на их поведение могут существенно влиять только события, которые происходят вблизи кончика ревербератора. То обстоятельство, что на поведение ревербераторов могут существенно влиять только события, которые происходят вблизи ядра, приводит, например, к тому, что при встрече ревербератора с невозбудимой неоднородностью (например, небольшой постинфарктный рубец) кончик спиральной волны «прилипает» к этой неоднородности, и ревербератор начинает стационарно вращаться вокруг этого невозбудимого препятствия. На ЭКГ при этом будет наблюдаться переход полиморфной тахикардии в мономорфную. Это явление получила название «заякоривание» спиральной волны. Однако в имитационных экспериментах было обнаружено, что при автоволновой серпантин на ЭКГ также будет спонтанный переход аритмии из полиморфной в мономорфную , т.е. серпантин может являться еще одним механизмом трансформации желудочковой тахикардии из полиморфной в мономорфную. Таким образом, автоволновая теория предсказывает существование особого вида желудочковых аритмий, получивших условное название "серпантинные", — которые медиками пока ещё не различаются при диагностике.

## Причины различения вариантов вращающихся автоволн
Ещё с 1970-х годов принято различать три варианта вращающихся автоволн: 
1. волна в кольце
2. спиральная волна
3. автоволновой ревербератор

Размер ядра ревербератора обычно оказывается меньше, чем минимальный критический размера контура круговой циркуляции, что связано с явлением критической кривизны. Кроме того, оказалось, что рефрактерный период больше для волн с ненулевой кривизной (ревербератор и спиральная волна) и при уменьшении возбудимости среды начинает возрастать раньше, чем рефрактерный период для плоских волн (при круговой циркуляции). Эти и другие существенные отличия ревербератора от круговой циркуляции волны возбуждения заставляют различать эти два режима ре-ентри.
На рисунке показаны выявленные различия в поведении плоской автоволны, циркулирующей в кольце, и ревербератора. Можно увидеть, что при одних и тех же локальных характеристиках возбудимой среды (возбудимости, рефрактерности и т.п., задаваемых нелинейным членом) наблюдаются значительные количественные расхождения зависимостей характеристик ревербератора и режима одномерной циркуляции импульса, хотя качественно соответствующие зависимости совпадают.